# Yerself Is Steam
Yerself Is Steam è il primo album del gruppo musicale statunitense Mercury Rev, pubblicato nel 1991 dalla Jungle Records.
Venne ripubblicato dalla Columbia Records nel 1992, con l'aggiunta del brano Car Wash Hair, già in precedenza uscito come singolo.
Yerself is Steam è considerato uno dei più grandi album rock della storia .

## Il disco
All'inizio del 1991, i Mercury Rev pubblicarono il singolo Car Wash Hair. Nel frattempo, Donahue e Fridmann lavorarono coi The Flaming Lips. A maggio di quell'anno, pubblicarono, invece, il primo LP.
Yerself Is Steam comincia con Chasing a Bee, introdotta da un giro di chitarra acustica con sottofondo di rumori distorti, su cui la voce intona una specie di filastrocca, che esplode nelle distorsioni del ritornello, su cui si inserisce un flauto. Syringe Mouth è aperta da un riff hard rock di chitarra elettrica a cui si aggiungono poi la batteria e la voce urlante. Blue and Black è più pacata e simile all'atmosfera cosmica dei Pink Floyd. Frittering è, come struttura, simile a Chasing a Bee. L'album si conclude con la lunga Very Sleepy Rivers dall'incedere lento e catatonico.
Venne accolto discretamente dalla critica.

## Tracce
Tutti i brani sono dei Mercury Rev, eccetto dove indicato.
1. Chasing a Bee – 7:11
2. Syringe Mouth – 4:04
3. Coney Island Cyclone – 2:37 (Jonathan Donahue)
4. Blue and Black – 6:00
5. Sweet Oddysee of a Cancer Cell T' Th' Center of Yer Heart – 7:41
6. Frittering – 8:48
7. Continuous Trucks and Thunder Under a Mother's Smile – 0:43
8. Very Sleepy Rivers – 12:15
9. Car Wash Hair (The Bee's Chasing Me) – 6:44, presente solo nell'edizioni Columbia, come traccia 99

## Musicisti
- Jonathan Donahue - chitarra, voce
- Grasshopper - chitarra
- David Baker - voce
- Dave Fridmann - basso, tastiere
- Jimi Chambers - batteria
- Suzanne Thorpe - flauto